# Schönleiten (Petersdorf)
Schönleiten ist ein Gemeindeteil von Petersdorf im Landkreis Aichach-Friedberg, der zum Regierungsbezirk Schwaben in Bayern gehört.

Im örtlichen westmittelbairischen Dialekt heißt der Ort Schea'leitn.

## Geographie
Das Dorf Schönleiten liegt zwei Kilometer nördlich von Petersdorf auf der Hochfläche des Unteren Lechrains der Aindlinger Terrassentreppe. Naturräumlich gehört es also zur Donau-Iller-Lech-Platte, die wiederum Teil des Alpenvorlandes ist, eine der Naturräumlichen Haupteinheiten Deutschlands.

Schönleiten liegt auf einem Hügelkamm direkt nördlich angrenzend an Hohenried. Durch eine Gemeindeverbindungsstraße, der „Zeller Straße“, entlang des Hügelkamms ist es mit den nordwestlich gelegenen Willprechtszell und Axtbrunn verbunden. Nördlich und westlich liegen große Waldgebiete. Östlich liegt Gebersdorf.
Schönleiten selbst ist nur durch Ortsverbindungsstraßen und Feldwege mit der Nachbarschaft verbunden, wird jedoch in 500 m Entfernung nördlich und östlich schleifenförmig von der Staatsstraße 2047 von Rain am Lech nach Aichach eingerahmt. Östlich liegt das so genannte Gebersdorfer Kreuz und südöstlich von Schönleiten die nordöstlich-südwestlich verlaufende Staatsstraße St 2035 von Neuburg an der Donau nach Augsburg.

## Geschichte
Kirchlich gehört Schönleiten zur katholischen Pfarrei Mariä Heimsuchung in Willprechtszell.
Mit dem zweiten Gemeindeedikt von 1818 wurde die Gemeinde Schönleiten errichtet. Die drei anfänglich zugehörigen Ortsteile wurden 1819 bereits wieder abgetrennt, weil Schönleiten allein in der Patrimonialgerichtsbarkeit der Freiherren von Gravenreuth in Affing blieb. Appertshofen und Indersdorf kamen zu Petersdorf, Hohenried wurde der Gemeinde Willprechtszell zugeschlagen.
Bis zum 30. April 1978 gehörte Schönleiten als selbstständige Gemeinde zum Landkreis Aichach bzw. ab 1972 zum Landkreis Aichach-Friedberg, der bis 30. April 1973 den Namen Landkreis Augsburg-Ost trug, und wurde dann im Zuge der Gebietsreform in Bayern in die Gemeinde Petersdorf eingemeindet.

## Denkmäler

### Baudenkmäler

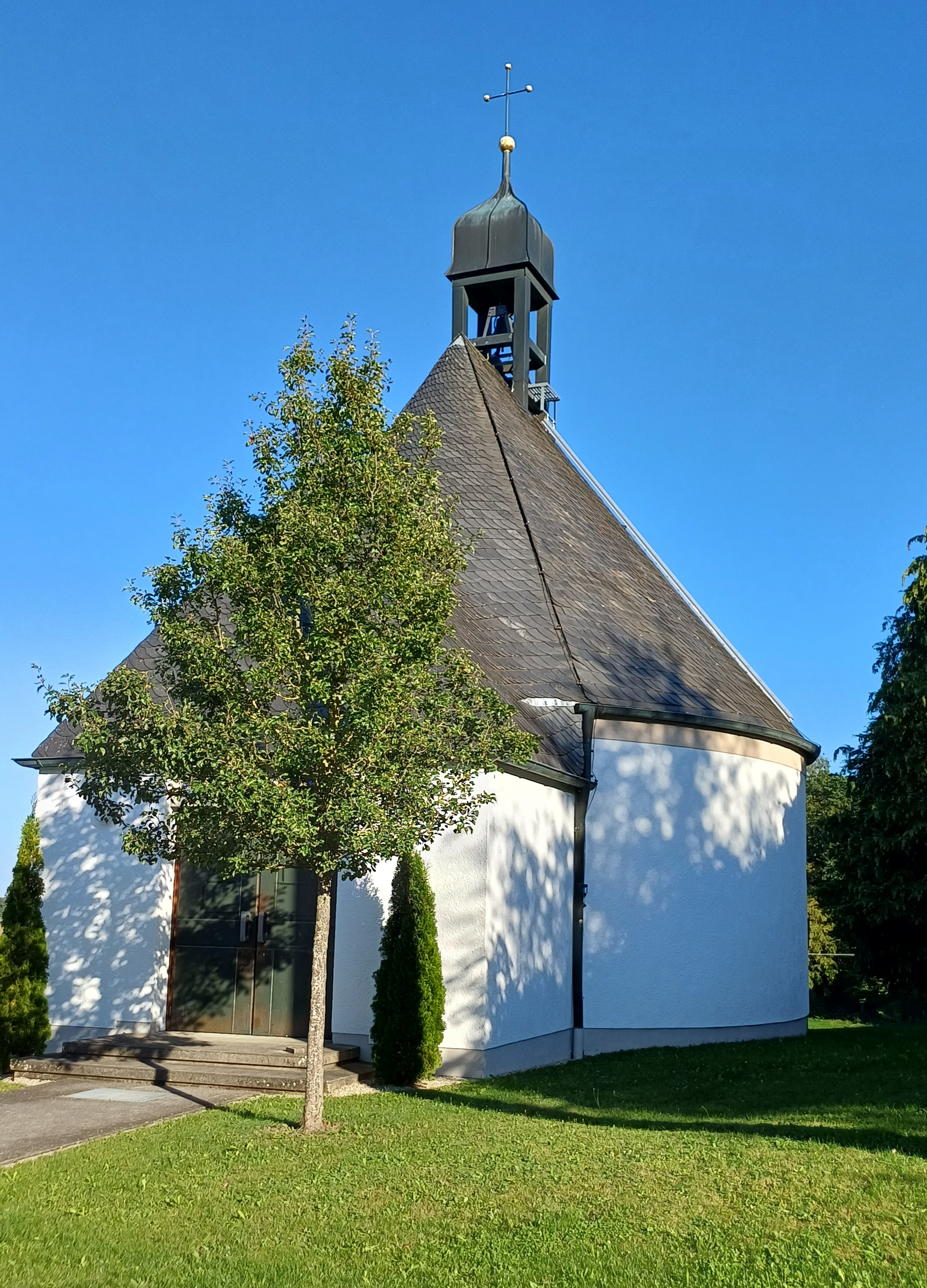
Kapelle Maria Vesperbild

Zwei Objekte in Schönleiten sind in die Denkmalliste eingetragen: das sogenannte Jägerhaus, um 1771 anstelle des ehemaligen Schlosses errichtet und die historische Ausstattung im Kapellenneubau Maria Vesperbild von 1974 ff.

### Bodendenkmäler
Siehe: Liste der Bodendenkmäler in Schönleiten